# Palle Just
Palle Just (født 28. marts 1951) er en tidligere dansk fodboldspiller (forsvarsspiller), der spillede for Vejle Boldklub .

## Karriere
Palle Just blev allerede som 18-årig rykket op som seniorspiller i Vejle Boldklub og kom hurtigt på 1. divisions-holdet. Her debuterede han som venstre back den 8. november 1970 i en landspokalkamp mod Horsens. 
I turneringen debuterede han i en kamp mod Hvidovre i 1971, og han var med, da Vejle Boldklub vandt Danmarksmesterskabet i 1971 og 1972 og blev landspokalmestre i 1972.
I 1974 blev Palle Just ramt af en korsbåndsskade under en kamp i Tjekkoslovakiet mod Banik Ostrava og måtte derfor indstille karrieren i en ung alder .